# Боавішта (Прая)
Боавішта Футебол Клубе ді Прая або просто Боавішта (порт. Boavista Futebol Clube da Praia) — професіональний кабовердійський футбольний клуб з міста Прая, на острові Сантьягу. Виступає в Національному чемпіонаті та Чемпіонаті острова Сантьягу (Південь). Теперішній президент клубу Луїш Мануель Семеду свого часу тренував «Академіку Операріу» з Боа Вішти, теперішній тренер «Боавішти» — Неліту Антунеш.
«Боавішта» (Прая) — один з найуспішніших футбольних клубів Кабо-Верде, команда виграли 18 офіційних титулів, серед них — 6 офіційних та 12 регіональних.
Основними прізвиськами клубу є «Пантери» та «Боавішта» (за аналогією з португальським клубом), в той же час зазвичай не використовується інше прізвмсько лісабонського клубу Os Axadrezados (Ті Картаті).

## Історія
Клуб був заснований 5 липня 1939 року, це четвертий найстарший клуб острова Сантьягу та шостий найстарший клуб Кабо-Верде загалом. Його герб та форма з мінімальними відмінностями практично ідентична португальській Боавішті. Назва клубу не пов'язане з розташованим на північному сході острова Боа-Вішта, він названий на честь клубу з Лісабона за часів колоніальної адміністрації. Їхнє прізвисько аналогічні назві клубу. Команду було засновано того ж дня, який через 36 років став Днем незалежності Кабо-Верде.
«Боавішта» вигравала єдиний острівний чемпіонат у 1987, 1993, 1995 роках, а після розподілу його на дві територіальні зони, ставала переможцем своєї зони в 2011 та 2015 роках. У період з 2009 по 2011 роки «Боавішта» тричі поспіль вигравала острівний кубок, востаннє тріумфувавши в цьому турнірі 2015 року, проте через фінансові проблеми команда не змогла взяти участь у першому розіграші Кубку Кабо-Верде (2015 рік). Востаннє в Суперкубку «Боавішта» тріумфувала в 2015 році.
У 2014 році клуб відзначив 75-річний ювілей і з цієї нагоди організував товариський турнір «Тача душ Кампоєш» («Кубок чемпіонів»). у першому розіграші були представлені найсильніші клуби з різних островів і команда виграла цей турнір. У другому розіграші турніру брали участь команди з різних країн. Клуб нещодавно запросив нового менеджера зі Спартака д'Агуадіньї Джоеля ді Каштру з Португалії.

## Виступи в плей-оф та на міжнародному рівні
«Боавішта» завоювала своє перше в історії чемпіонство в 1987 році, після отримання Кабо-Верде незалежності. Вони вийшли до фіналу в 1993 році і протистояли Академіці (Еспаргуш), щоб поборотися за друге чемпіонство. Перший матч завершився з нічийним рахунком 2:2, а другий матч «Боавішта» програла з рахунком 2:1 , другого чемпіонства довелося чекати до 1995 року, коли «Боавішта» нарешті виграла цей титул в заключному, третьому колі. Перша і єдина участь «Боавішти» на континентальному рівні в Кубку африканських чемпіонів припала на 1996 рік, в попередньому раунді команда мала провести матч з представником Мавританії «АСК Соналек», але мавританці відмовилися від участі в турнірі, тому їх перший матч припав на перший раунд турніру, в якому вони зустрілися з представником Алжиру клубом «ЖС Кабілія» в першому раунді і забив лише один гол удвох матчах, цього виявилося недостатньо і «Боавішта» вилетіла з турніру. Під час своєї наступної появи в чемпіонаті, «Боавішта» (Прайя) виграв своє третє та найостанніше чемпіонство в 2010 році після перемоги над Спортінгом з Праї, в першому матчі «Боавішта» забила два м'ячі, що йдозволило Боавішті в підсумку в фіналі, де зустрічалися дві команди з одного острову та одного міста. Але ця перемога не дозволила узяти участь в Лізі чемпіонів КАФ 2010 року. «Боавішта» брала участь в матчах плей-оф в 2012 та 2015 роках, але не в фіналі.

## Форма
Форма: біла футболка з чорним обідком на рукавах, або навпаки, чорна футболка з білими рукавами, з чорними носками та білими шортами відповідно для домашніх та виїзних матчів, але на футболці використовується дворядна смуга шахового типу з правого боку. Коли в команд-суперниць у елементах форми присутній однорідний чорний або білий колір, «Боавішта» використовує інший однорідний колір — червоний з клітинчатими рукавами та чорні шкарпетки.
Попередня форма була чорного кольору з футболкою з чорно-білими клітинками (крім чорних рукавів та білих шкарпеток) для домашніх ігор та повністю біла форма з чорними шкарпетками для виїзних матчів.
|                            |
| Домашня форма до 2014 року |

|                           |
| Виїзна форма до 2014 року |

## Досягнення
- Чемпіонат Кабо-Верде:
  - Переможець :  1963, 1988, 1996, 2010, 2024
  - Фіналіст : 1993.
- Кубок Кабо-Верде:
  - Переможець :  2009 та 2010.
- Чемпіонат острова Сантьягу:
  - Переможець :  1963, 1988, 1993, 1995.
- Чемпіонат острова Сантьягу (Південь):
  - Переможець :  2011 та 2015.
- Кубок Південного Сантьягу/Кубок Праї:
  - Переможець :  2009, 2010, 2011, 2015.
- Суперкубок Південного Сантьягу:
  - Переможець :  2015.
- Відкритий чемпіонат острова Сантьягу (Південь):
  - Переможець :  2015.
- Кубок Чемпіонів (Taça de Campões):
  - Переможець :  2014.

## Статистика виступів у лігах та кубках

### Національний чемпіонат
| Сезон | Див.           | Міс.           | Іг.            | В              | Н              | П              | ЗМ             | ПМ             | РМ             | О              | Кубок      | Примітки         | Плей-офф       |
| ----- | -------------- | -------------- | -------------- | -------------- | -------------- | -------------- | -------------- | -------------- | -------------- | -------------- | ---------- | ---------------- | -------------- |
| 2009  | Не брав участі | Не брав участі | Не брав участі | Не брав участі | Не брав участі | Не брав участі | Не брав участі | Не брав участі | Не брав участі | Не брав участі | Переможець |                  | Не брав участі |
| 2010  | 1A             | 1              | 5              | 2              | 2              | 1              | 15             | 8              | +7             | 8              |            | Вихід в плей-офф | Чемпіон        |
| 2011  | 1B             | 3              | 4              | 2              | 1              | 1              | 9              | 4              | +5             | 7              |            | Не пробився      | Не брав участі |
| 2015  | 1B             | 2              | 5              | 4              | 0              | 1              | 14             | 4              | +10            | 12             |            | Вихід в плей-офф | Півфіналіст    |

### Острівний (регіональний) чемпіонат
| Сезон   | Див. | Міс. | Іг. | В  | Н | П | ЗМ | ПМ | РМ  | О  | Кубок      | Суперкубок | Примітки                           |
| ------- | ---- | ---- | --- | -- | - | - | -- | -- | --- | -- | ---------- | ---------- | ---------------------------------- |
| 2009-10 | 2    | 2    | -   | -  | - | - | -  | -  | -   | -  | Переможець |            | Вихід до Національного Чемпіоншипу |
| 2010-11 | 2    | 1    | -   | -  | - | - | -  | -  | -   | -  | Переможець |            | Вихід до Національного Чемпіоншипу |
| 2013-14 | 2    | 4    | 18  | 9  | 4 | 5 | 29 | 21 | +8  | 31 |            |            | Вихід до Національного Чемпіоншипу |
| 2014-15 | 2    | 1    | 18  | 13 | 4 | 1 | 37 | 14 | +23 | 43 | Переможець | Переможець | Вихід до Національного Чемпіоншипу |

### Міжнародні турніри
| Сезон | Турнір             | Раунд      | Клуб               | Вдома | На виїзді | Загальний |
| ----- | ------------------ | ---------- | ------------------ | ----- | --------- | --------- |
| 1994  | Кубок КАФ          | Попередній | ФК «Даймонд Старз» | 3-1   | 1-4       | 4-5       |
| 1996  | Ліга чемпіонів КАФ | Попередній | «АСК Соналек»      | т.п.1 | т.п.1     | т.п.1     |
| 1996  | Ліга чемпіонів КАФ | 1          | ЖС Кабілія         | 1-2   | 0-2       | 1-4       |

1- «АСК Соналек» покинув турнір.

## Склад команди
Станом на 21 листопада 2015 року
| №  | Поз. | Нац.       | Гравець              |
| -- | ---- | ---------- | -------------------- |
| 1  |      | Кабо-Верде | Дінілсон Дуарте      |
| 2  |      | Кабо-Верде | Аїлтун Родрігеш      |
| 3  |      | Кабо-Верде | Віллан Ліма          |
| 4  |      | Кабо-Верде | Ромаріу Кабрал       |
| 5  |      | Кабо-Верде | Жека Соареш          |
| 6  |      | Кабо-Верде | Едіді (Едсон Коррея) |
| 7  |      | Кабо-Верде | Марсіу да Вейга      |
| 8  |      | Кабо-Верде | Рідней Мане          |
| 9  |      | Кабо-Верде | Антоніу Душ Сантуш   |
| 10 |      | Кабо-Верде | Нілтон Тавареш       |
| 11 |      | Кабо-Верде | Карлуш Феррейра      |
| 12 |      | Кабо-Верде | Георданіу Андраде    |
| 13 |      | Кабо-Верде | Паулу Семеду         |

| №  | Поз. | Нац.       | Гравець            |
| -- | ---- | ---------- | ------------------ |
| 14 | ПЗ   | Кабо-Верде | Даріу Фуртаду      |
| 15 |      | Кабо-Верде | Агілсон Фаркія     |
| 16 |      | Кабо-Верде | Пауліну Араужу     |
| 17 |      | Кабо-Верде | Джорді Гомеш       |
| 18 |      | Кабо-Верде | Марселіну да Кошта |
| 19 |      |            | Отавіану Пачі      |
| 20 |      | Кабо-Верде | Росалву Фонтеш     |
| 21 |      | Кабо-Верде | Нельсон Мартінш    |
| 22 |      | Кабо-Верде | Мічел Гуілавогуі   |
| 23 |      | Кабо-Верде | Марсіу Тавареш     |
| 24 |      | Кабо-Верде | Фабіу Фернандеш    |
| 25 |      | Кабо-Верде | Паулу де Піна      |
| 26 |      | Кабо-Верде | Едмілсон да Вейга  |

## Відомі гравці
- Елвіш Мануел Монтейру Македу (Бабанку)
- Луїш Жерману Піреш Лопеш де Алмейда (Кікі Баллак) — молодіжна команда, після 2000 року.
- Фуфуку
- Адмілсон Есталіне Діаш Барруш (Геге) — грав у 2007-08 роках.
- Жаілтон Алвеш Міранда (Кука)
- Нілсон Тавареш
- Майо Мане — грав у команді до 2000 року
- Мустафа Сама — грав у сезоні 1999/2000 років.

## Менеджери
| Ім'я                | Національність | З                  | До      |
| ------------------- | -------------- | ------------------ | ------- |
| Жаніту              | Кабо-Верде     |                    | 2012    |
| Умберту Беттенкуурт | Кабо-Верде     | 2013               | 2013/4  |
| Неліту Антунеш      | Кабо-Верде     | 2013/14            | 2013/15 |
| Джоель ді Кастру    | Португалія     | Вересень 2015 року |         |